# 溴化铁
溴化铁，化学式为FeBr3，棕黄色或深红棕色固体。易溶于水，溶于水略显酸性，其水溶液可以结晶出暗绿色的FeBr3·6H2O。可溶于给电子溶剂（如乙醚、乙醇）中。
固体溴化铁具有和氯化铁相似的聚合物结构，每个铁原子为六配位，八面体型结构，与六个溴原子相连。

## 制取
溴化铁可由铁与溴反应制备：
{\displaystyle {\rm {2Fe+3Br_{2}\rightarrow 2FeBr_{3}\,}}}
溴化亚铁与溴在170-200 °C时反应也可以得到溴化铁：
{\displaystyle {\rm {2FeBr_{2}+Br_{2}\rightarrow 2FeBr_{3}\,}}}

## 反应
溴化铁可以催化苯与液溴生成溴苯的反应：
溴化铁样品难以制纯，原因是它不稳定，Br−会被Fe3+氧化，生成Br2和Fe2+。加热溴化铁至200 °C以上时容易分解，煮沸其水溶液也会使其分解，生成溴化亚铁和溴。
{\displaystyle {\rm {2FeBr_{3}\rightarrow 2FeBr_{2}+Br_{2}\,}}}